# Suite pour alto et orchestre de Bloch
La Suite pour alto et orchestre est un concerto pour alto et orchestre du compositeur suisse Ernest Bloch (1880-1959).

## Historique
La suite a été composée initialement à New York entre février et mai 1919 pour alto et piano, puis orchestrée entre juin 1919 et mars 1920. Bloch déclare s'être inspiré d'îles lointaines comme Java, Sumatra ou Bornéo. Les mouvements devaient à l'origine s'intituler: dans la jungle, grotesques, nocturne, le pays du soleil.
La version pour piano a été créée le 27 septembre 1919 au 2e Pittsfield Chamber Music Festival (Massachusetts) par Louis Bailly (alto) et Harold Bauer (piano). Cette version a été créée à la Salle des Agriculteurs à Paris le 5 mai 1922, par Jean Lefranc (alto) et Nadia Boulanger (piano).
La version pour orchestre a été créée le 5 novembre 1920 au Carnegie Hall à New York par Louis Bailly et le National Symphony Orchestra sous la direction de Artur Bodanzky. La création en France a eu lieu le 25 octobre 1924, au Théâtre du Châtelet à Paris par Jean Lefranc (alto) et l'Orchestre Colonne dirigé par Gabriel Pierné. Le 2 février 1928, l'œuvre a été donnée à la Salle de la Réformation à Genève par Henri Sougné (alto) et l'Orchestre de la Suisse romande dirigé par Ernest Ansermet.
La suite est dédiée à  « Mrs. Elizabeth Sprague Coolidge ». La partition manuscrite est conservée à la Librairie du Congrès, Washington.

## Analyse de l'œuvre
La suite comprend quatre mouvements :
1. Lento - Allegro - Moderato - In the Jungle
2. Allegro ironico - Grotesques
3. Lento - Nocturne
4. Molto vivo - The land of the Sun

L'œuvre dure environ 30 minutes.